# Styrax supaii
Styrax supaii är en storaxväxtart som beskrevs av Woon Young Chun och F. Chun. Styrax supaii ingår i släktet Styrax och familjen storaxväxter. Inga underarter finns listade i Catalogue of Life.